# Руманова
Руманова (слч. Rumanová) насељено је мјесто са административним статусом сеоске општине (слч. obec) у округу Њитра, у Њитранском крају, Словачка Република.

## Становништво
| Година:    | 1994. | 2004.   | 2014.   | 2024.   |
| ---------- | ----- | ------- | ------- | ------- |
| Број људи: | 824   | 772     | 831     | 859     |
| Разлика:   |       | -6,31 % | +7,64 % | +3,36 % |

| Година:    | 2023. | 2024.   |
| ---------- | ----- | ------- |
| Број људи: | 857   | 859     |
| Разлика:   |       | +0,23 % |

Према подацима о броју становника из 2011. године насеље је имало 813 становника.